# Chlorophyllum molybdites

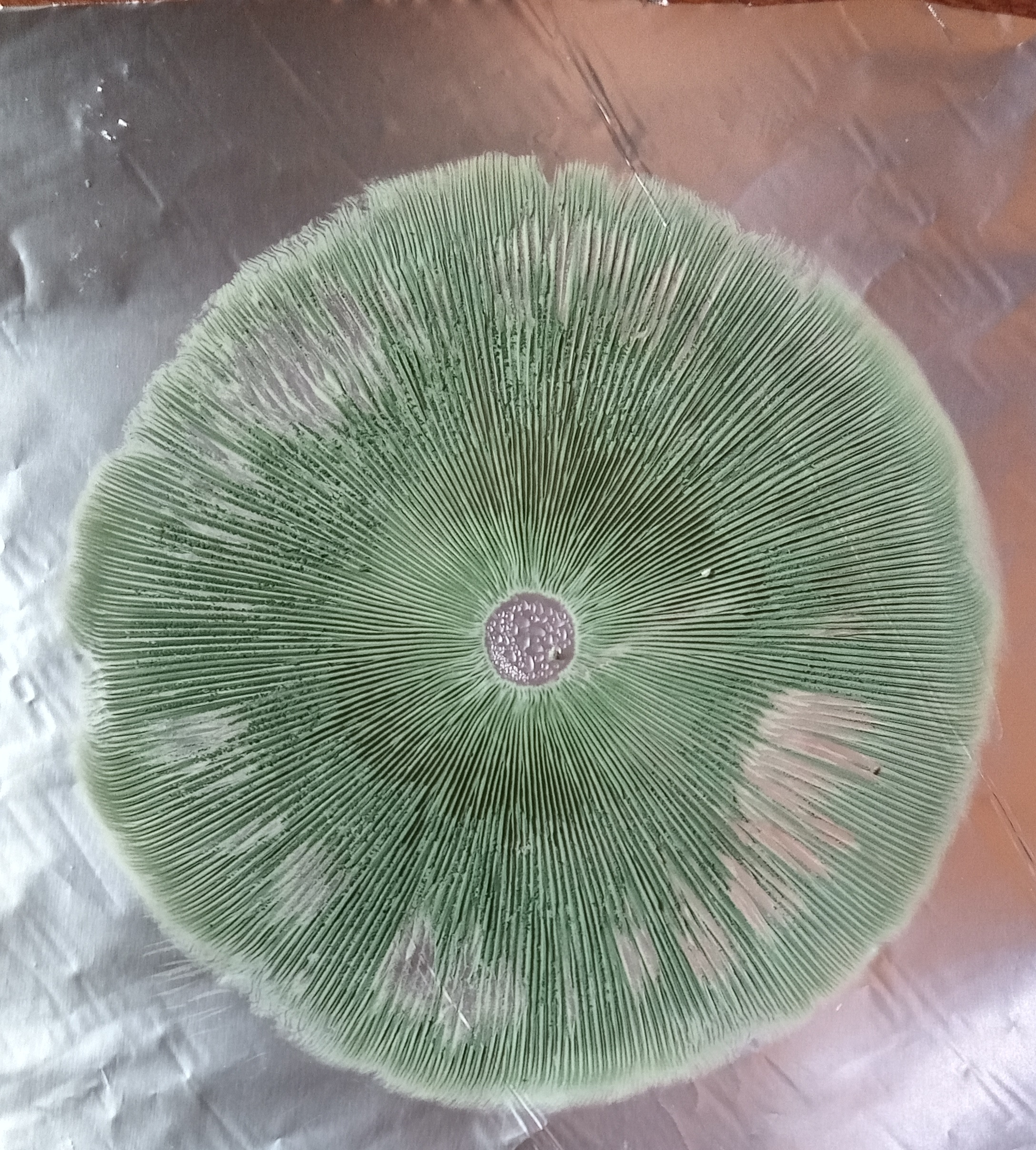
Impressão de esporos de Chlorophyllum molybdites.

Chlorophyllum molybdites é um fungo que pertence ao gênero de cogumelos Chlorophyllum na ordem Agaricales. É um fungo venenoso que provoca sintomas gastrointestinais. Costumam crescer em gramados e podem formar grandes anéis de fada.

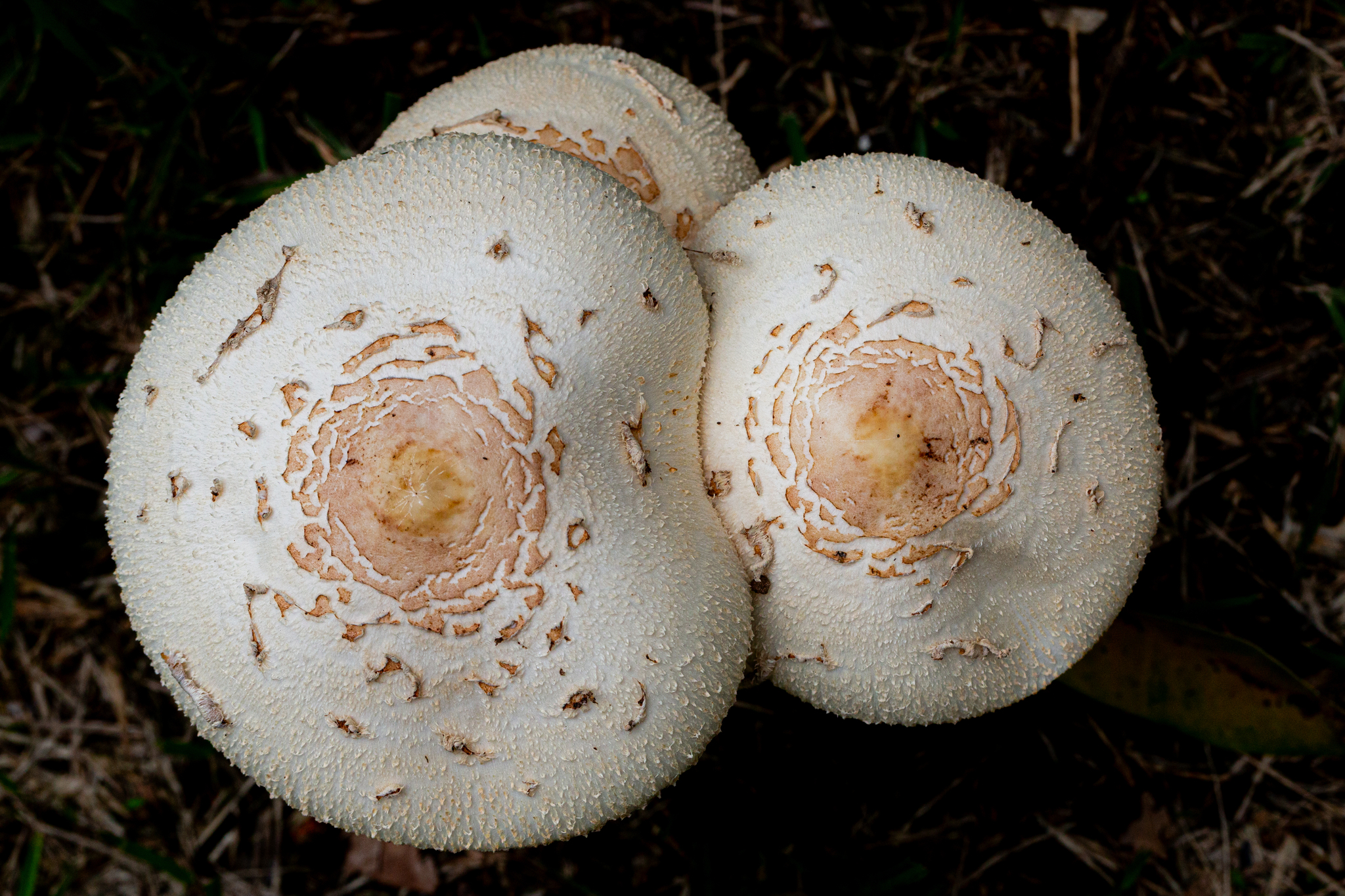
Visto de cima.

## Descrição
Este fungo é saprófito e possui hábito solitário ou gregário, com a possibilidade de formar anel de fada. O tamanho do píleo varia de 10 a 22 centímetros, adotando um formato convexo quando jovem e quase plano quando maduro. Além disso, o píleo também apresenta escamas de coloração marrom rosado, as quais permanecem planas ou levantadas.
As lamelas são amontoadas e livres do pé, ou estipe, o qual varia de 8 a 20 centímetros. Demonstra um anel que persiste em sua fase madura.

Uma característica importante do gênero Chlorophyllum é a coloração verde dos esporos, visíveis através da técnica de impressão de esporos.